# 鳥取県薬剤師会
一般社団法人鳥取県薬剤師会（とっとりけんやくざいしかい、英称: Tottori Pharmaceutical Association）は、鳥取県の薬剤師を会員とする一般社団法人。

## 本部所在地
〒680-0841 鳥取県鳥取市吉方温泉3丁目751

## 郡市薬剤師会
- 東部支部
- 中部支部
- 西部支部